# Thomas Beaufort, Count of Perche
Thomas Beaufort, Count of Perche (* um 1405; † 3. Oktober 1431 bei Louviers), war ein englischer Militär während des Hundertjährigen Krieges.
Er war ein Mitglied der Familie Beaufort und der dritte Sohn von John Beaufort, 1. Earl of Somerset, und seiner Gattin Lady Margaret Holland.
Gemeinsam mit seinem älteren Bruder, John Beaufort, 3. Earl of Somerset, nahm er 1421 im Gefolge seines Stiefvaters Prinz Thomas of Lancaster, 1. Duke of Clarence, an einem Feldzug in Anjou teil. Vor der Schlacht von Baugé am 22. März 1421 wurde Thomas zum Ritter geschlagen. Die Schlacht endete in einer Niederlage, bei der Clarence getötet wurde und Thomas und Henry in Gefangenschaft gerieten. Thomas wurde erst neun Jahre später freigelassen, als sein Onkel, Kardinal Beaufort, im Februar 1430 einen Gefangenenaustausch erreichte.
Nach seiner Freilassung blieb Thomas in der Normandie und wurde dank der Protektion seines Onkels, Kardinal Beaufort, mit den Ländereien der Grafschaft Le Perche belehnt, die zu jener Zeit von den Engländern besetzt war, und führte fortan den Titel Count of Perche (frz. comte du Perche). Er trat damit in Opposition zu Johann II., Herzog von Alençon, dem nominalen französischen Inhaber dieser Grafschaft. Parallel gelangte sein jüngerer Bruder Edmund Beaufort in der Folgezeit in den Besitz der Ländereien der Grafschaft Mortain.
Im August 1430 erhielt Thomas das Kommando über 480 englische Bogenschützen zur Unterstützung seines Bruders Edmund Beaufort bei den Kämpfen in der Normandie. Ende 1430 kämpfte er in einer Schlacht bei La Charité-sur-Loire. Den Winter 1430/31 verbrachte er in England. Im Mai 1431 schloss er sich der Belagerung von Louviers an und starb dort am 3. Oktober 1431, drei Wochen vor dem Fall der Stadt.
Er starb unverheiratet und kinderlos.